# Postira
Postira je naselje na severni obali otoka Brač na Hrvaškem in središče občine Postira, ki poleg istoimenskega obsega še vas Dol in spada pod Splitsko-dalmatinsko županijo. 

## Geografija
Mestece Postira, ki ima manjše pristanišče je z obalno cesto povezano z naseljema Supetar in Pučišća. V zaledju mesteca se proti jugu razprostira od 300 do 600 m široka in okoli 2 km dolga dolina. Kraj je znan po ribolovu, pridelavi oljčnega olja v zadjem času pa se razvija tudi turizem. V okolici je več zanimivih zalivčkov s plažami, ki jih obdaja borov gozd.
Vhod v pristanišče, ki leži v zalivčku je zaščiten z okoli 70 m dolgim valobranom na koncu  katerega stoji svetilnik ki oddaja svetlobni signal: R Bl 2s. V dnu zalivčka je manjši pomol ob katerem je globina morja do 2,5 m.

## Gospodarstvo
Poleg ribištva se domačini ukvarjajo tudi z vinogradništvom, pridelavo oljčnega olja, in turizmom. V kraju je manjša tovarna za predelavo rib Sardina d.o.o. in trije hoteli: Hotel Vrilo, Hotel Lipa in Hotel Postura in turistično naselje Tamaris-Agava

## Zgodovina
Postira se prvič omenja 1347 kot Posterna. Naselje se je pričelo širiti v 16. in 17. stoletju z naseljevanjem beguncev iz celine in doseljevanjem prebivalcev iz notranjosti Brača. V pristanišču je ohranjena palača z renesančnimi dodatki in rojstna hiša pesnika V. Nazorja. Župnijska cerkev sv. Janeza Krstnika je bila postavljena v 16. stoletju. Od prvotne cerkve je ohranjena samo masivna utrjena apsida s strelnimi linami. V cerkvi je na ogled nekaj baročnih slik t. i. beneške šole. Vzhodno od Postire v zalivčku Lovrečina so ostanki razvalin velike starokrščanske triladijske bazilike zgrajene med 5. do 6. stoletjem. Pri arheoloških izkopavanjih so ob baziliki našli dva starokrščanska sarkofaga in fragmente rimske keramike.

## Demografija
| Pregled števila prebivalcev po letih | Pregled števila prebivalcev po letih | Pregled števila prebivalcev po letih | Pregled števila prebivalcev po letih | Pregled števila prebivalcev po letih | Pregled števila prebivalcev po letih | Pregled števila prebivalcev po letih | Pregled števila prebivalcev po letih | Pregled števila prebivalcev po letih | Pregled števila prebivalcev po letih | Pregled števila prebivalcev po letih | Pregled števila prebivalcev po letih | Pregled števila prebivalcev po letih | Pregled števila prebivalcev po letih | Pregled števila prebivalcev po letih |
| ------------------------------------ | ------------------------------------ | ------------------------------------ | ------------------------------------ | ------------------------------------ | ------------------------------------ | ------------------------------------ | ------------------------------------ | ------------------------------------ | ------------------------------------ | ------------------------------------ | ------------------------------------ | ------------------------------------ | ------------------------------------ | ------------------------------------ |
| 1857                                 | 1869                                 | 1880                                 | 1890                                 | 1900                                 | 1910                                 | 1921                                 | 1931                                 | 1948                                 | 1953                                 | 1961                                 | 1971                                 | 1981                                 | 1991                                 | 2001                                 |
| 1127                                 | 1194                                 | 1308                                 | 1472                                 | 1526                                 | 1402                                 | 1710                                 | 1220                                 | 1152                                 | 1170                                 | 1330                                 | 1302                                 | 1238                                 | 1287                                 | 1375                                 |

## Znane osebe, povezane s krajem
- Jakov Jelinčić, zgodovinar in arhivist
- Vladimir Nazor, pesnik
- Mate Suić, arheolog
- Ivo Škarić, hrvaški jezikoslovec - fonetik, retorik in filolog, sodelavec HAZU
- Janez Pirnat, kipar
- Ena Begović, igralka